# Anomalochrysa debilis
Anomalochrysa debilis är en insektsart som beskrevs av Perkins in Sharp 1899. Anomalochrysa debilis ingår i släktet Anomalochrysa och familjen guldögonsländor. Inga underarter finns listade i Catalogue of Life.